# Kocsis Mihály
Kocsis Mihály (Újdombóvár, 1899. szeptember 5. – Pécs, 1970. december 5.) jogász.

## Életpályája
Az 1913-ban megnyílt dombóvári Királyi Katolikus Esterházy Miklós Nádor Főgimnázium első érettségiző osztályában végzett 1921-ben. Tanulmányait Budapesten folytatta, ahol jogi diplomát, doktori címet, 1939-ben egyetemi magántanári képesítést szerzett.
Bírósági fogalmazó Szekszárdon (1928-1932), ügyész (1932-1940), törvényszéki bíró Pécsett (1940-1942) ítélőtáblai titkár (1942-1944), népbírósági elnök (1945) bírósági elnök Pécsett és Szekszárdon (1945-1951) egyetemi tanár, tanszékvezető, dékán a pécsi Tudományegyetem Állam- és Jogtudományi Karán(1951-1970).
Kutatási eredményei alapján megkapta az állam- és jogtudományok  doktora tudományos fokozatot (1957).

## Főbb művei
- A folytatólagos bűncselekmény. Pécs 1939
- Az anyagi igazság a szocialista büntetőperben (kandidátusi értekezés tézisei, Bp.1954)
- A másodfokú büntetőbíróság ítélő hatalma. Bp.1960
- A magyar büntető eljárási jog. Bp 1961. (egyetemi tankönyv Móra Mihállyal)
- A jogforrások ügye a büntető eljárásban. Bp. 1966.